# Estadio de la ciudad de Haikou
El Estadio de la Ciudad de Haikou (en chino simplificado, 海口市体育馆) es un recinto deportivo multifuncional ubicado en el número 36 de la Avenida Binhai, en la ciudad de Haikou, provincia de Hainan, China. Está situado al este del Puente del Siglo y al oeste del Parque Wanlu y tiene una capacidad de 3408 espectadores. 

## Historia
El estadio fue inaugurado en 1994, ocupando una superficie de aproximadamente 42.000 metros cuadrados, con una construcción de 15.020 metros cuadrados.

## Capacidad e instalaciones
El estadio tiene una capacidad para 3.408 espectadores en su recinto principal. Además, cuenta con una amplia plaza exterior, bien iluminada, adecuada para la realización de diversas actividades. Es el mayor y más avanzado complejo deportivo y cultural de la provincia de Hainan, integrando servicios como:
- Competiciones deportivas.
- Eventos sociales y culturales.
- Espectáculos artísticos.
- Actividades comerciales y de entretenimiento,
- Restauración y entrenamiento amateur.

## Eventos destacados
El estadio ha sido sede de numerosos eventos deportivos y culturales, entre los que se incluyen:
- Desafío Internacional de Voleibol Femenino de Cuatro Naciones.
- Copa Internacional de Tenis de Mesa Panasonic.
- Pruebas Preolímpicas de Taekwondo para los Juegos Olímpicos de Atenas.
- Competiciones nacionales de gimnasia.
- Festival Internacional del Coco de Hainan (primeras seis ediciones).
- Gala de los Premios de Televisión “Águila de Oro”.

En 2012, el estadio fue escenario de la final del World Open de snooker, donde compitieron los británicos Mark Allen y Stephen Lee.